# Ciao (mascota)
Ciao fue la mascota inanimada representativa de la Copa Mundial de Fútbol de 1990 celebrada en Italia en 1990.

## Historia
Algunos critican la elección por ser cubos en forma de un futbolista, porque pensaron que para un mundial un objeto inanimado no servía como mascota. Además Ciao tiene la bandera italiana en todo su cuerpo y le da toques a un balón. Adquirió su nombre debido a la forma de denominar al típico saludo ítalo. Ciao nació el 1 de enero de 1979, según su creador. Para 1990, tendría 11 años.